# Nidek

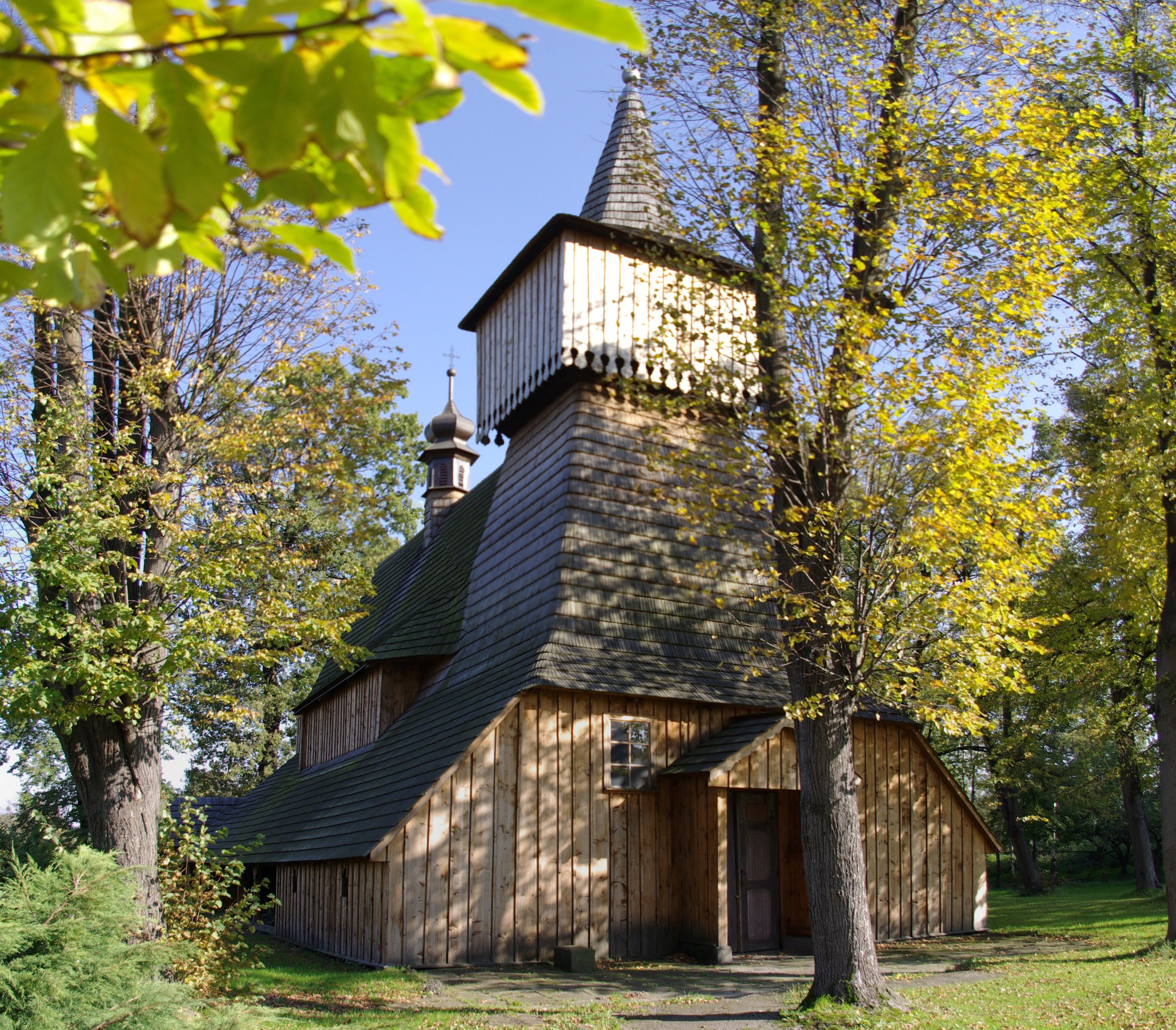
Holzkirche

Nidek (dt. Neudeck) ist eine Ortschaft mit einem Schulzenamt der Gemeinde Wieprz im Powiat Wadowicki der Woiwodschaft Kleinpolen, Polen.

## Geographie
Nidek liegt im Auschwitzer Becken (Kotlina Oświęcimska).
Nachbarorte sind Głębowice im Norden, Wieprz im Osten, Bulowice im Südwesten, Witkowice im Westen.

## Geschichte
Der Ort wurde 1313 erstmals urkundlich erwähnt, als die lokale römisch-katholische Pfarrei dort errichtet wurde. Die Pfarrei Nidek wurde auch im Peterspfennigregister des Jahres 1326 im Dekanat Zator des Bistums Krakau erwähnt. Der Name ist wahrscheinlich deutschstämmig (vergleich Nýdek).
Politisch gehörte das Dorf ursprünglich zum Herzogtum Auschwitz unter Lehnsherrschaft des Königreichs Böhmen. Im Jahre 1457 wurde das Herzogtum mit dem Dorf von Polen abgekauft und als Nydek erwähnt.
Bei der Ersten Teilung Polens kam Nidek 1772 zum neuen Königreich Galizien und Lodomerien des habsburgischen Kaiserreichs (ab 1804).
1918, nach dem Ende des Ersten Weltkriegs und dem Zusammenbruch der k.u.k. Monarchie, kam Nidek zu Polen. Unterbrochen wurde dies nur durch die Besetzung Polens durch die Wehrmacht im Zweiten Weltkrieg. Es gehörte dann zum Landkreis Bielitz im Regierungsbezirk Kattowitz in der Provinz Schlesien (seit 1941 Provinz Oberschlesien).
Von 1975 bis 1998 gehörte Nidek zur Woiwodschaft Bielsko-Biała.